# Barns Viaduct
Der Barns Viaduct, auch Barnes Viaduct oder Stobs Viaduct, ist eine ehemalige Eisenbahnbrücke in den Scottish Borders. 2003 wurde das Bauwerk in die schottischen Denkmallisten in der Denkmalkategorie B aufgenommen. Die Brücke führte das im Jahre 1862 von der North British Railway eröffnete letzte Teilstück der Waverley Line über ein flaches Tal, durch welches der Bach Barnes Burn fließt. Sie wurde um 1860 fertiggestellt.
Mit der Schließung der gesamten Strecke am 6. Januar 1969 wurde der Viadukt obsolet. Heute handelt es sich um den nördlichsten erhaltenen Viadukt auf diesem Streckenabschnitt. Es existierten zwar einst weiter nördlich gelegene Brücken in dem hügeligen Gelände der Southern Uplands, welche jedoch niedergerissen wurden. Die Gleise wurden zwischenzeitlich entfernt. In den 2000er Jahren wurde der Viadukt restauriert.
Seit Inbetriebnahme der Strecke lag direkt südlich der Brücke der Bahnhof Stobs. Während des Ersten Weltkriegs wurde in der Nähe das Kriegsgefangenenlager Stobs Military Camp betrieben.

## Beschreibung
Die Brücke befindet sich in einer dünnbesiedelten Region der Scottish Borders. Die nächste größere Ortschaft ist das vier Kilometer nördlich gelegene Hawick. Der Mauerwerksviadukt überspannt das Tal mit vier hohen Bögen. Neben dem Barnes Burn verläuft auch ein Zufahrtsweg zu einem Gehöft unter der Brücke. Eine flache Brüstung fasst die Überfahrt ein. Diese ist teilweise mit Harl verputzt. Während die Brüstung aus Steinquadern aufgebaut ist, wurden die Pfeiler aus Bruchstein gemauert. Die Segmentbögen sind ausgemauert.